# Érize-la-Brûlée
Pour les articles homonymes, voir Érize.
Érize-la-Brûlée est une commune française située dans le département de la Meuse, en région Grand Est.

## Géographie
Érize-la-Brulée est située au kilomètre 12 de la Voie sacrée.

### Géologie et relief
La commune se compose de 25,22 hectares de territoires artificialisés (2,34 %), 976,02 hectares de territoires agricoles (90,54 %) et 77,23 hectares de forêts et milieux semi-naturels (7,16 %).

### Communes limitrophes
| Raival | Belrain         | Belrain            |
| Rumont | Érize-la-Brûlée | Belrain            |
| Rumont | Rumont          | Érize-Saint-Dizier |

### Hydrographie et les eaux souterraines
La commune est traversée par la ligne de partage des eaux entre les régions hydrographiques « la Seine de sa source au confluent de l'Oise (exclu) » et « la Seine du confluent de l'Oise (inclus) à l'embouchure » au sein du bassin Seine-Normandie. Elle est drainée par l'Ezrule, la Petite Chée, le Fossé de Dessous la Haie, le Fond de Bonnet et le Fond de la Brévière,.
L'Ezrule, d'une longueur de 18 km, prend sa source dans la commune de Érize-Saint-Dizier et se jette  dans l'Aire à Chaumont-sur-Aire, après avoir traversé six communes. 

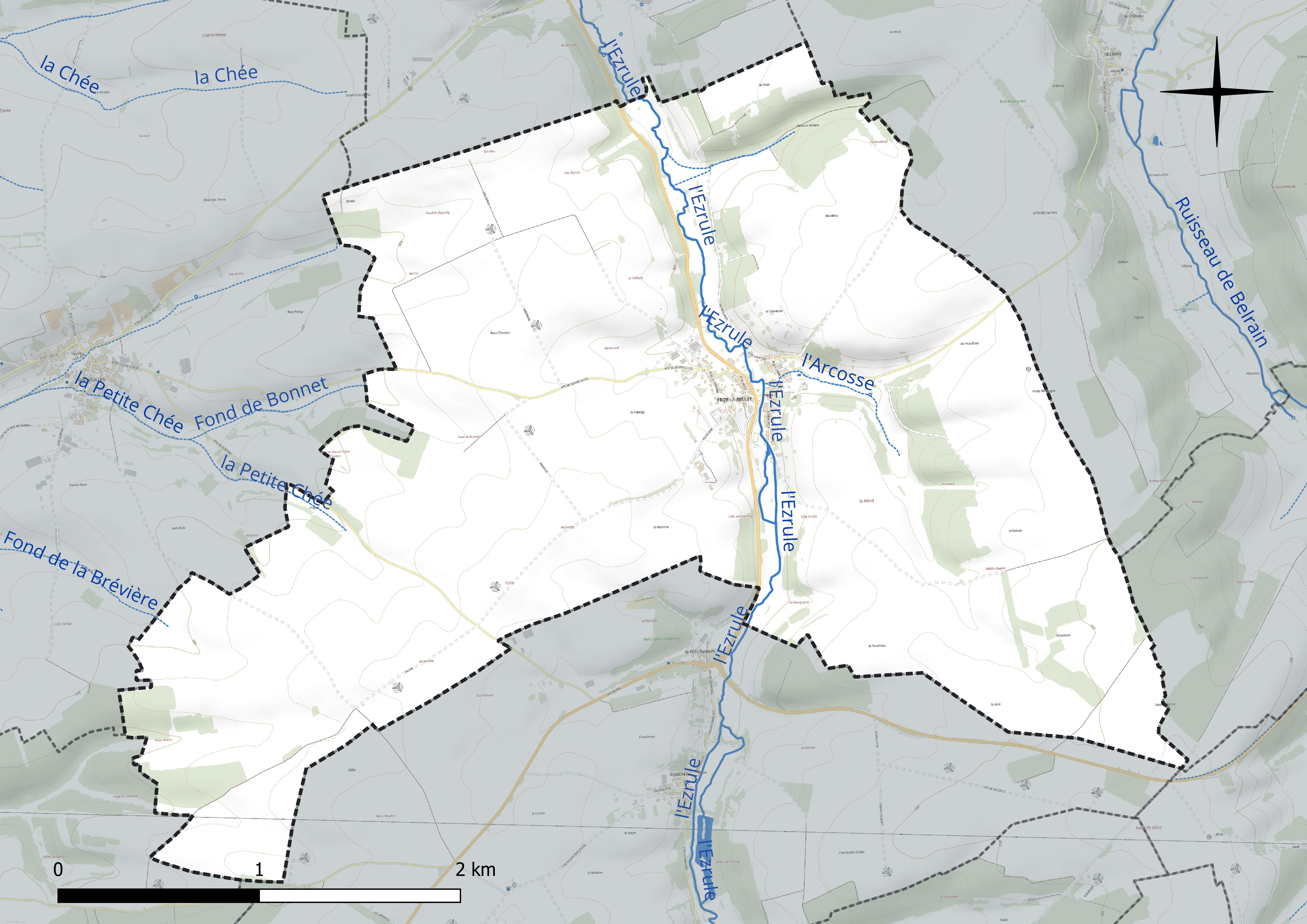
Réseau hydrographique d'Érize-la-Brûlée.

### Climat
Pour des articles plus généraux, voir Climat du Grand Est et Climat de la Meuse.
En 2010, le climat de la commune est de type climat de montagne, selon une étude du Centre national de la recherche scientifique s'appuyant sur une série de données couvrant la période 1971-2000. En 2020, Météo-France publie une typologie des climats de la France métropolitaine dans laquelle la commune est exposée à un climat océanique altéré et est dans la région climatique  Lorraine, plateau de Langres, Morvan, caractérisée par un hiver rude (1,5 °C), des vents modérés et des brouillards fréquents en automne et hiver. 
Pour la période 1971-2000, la température annuelle moyenne est de 9,6 °C, avec une amplitude thermique annuelle de 15,9 °C. Le cumul annuel moyen de précipitations est de 1 071 mm, avec 14 jours de précipitations en janvier et 9,9 jours en juillet. Pour la période 1991-2020, la température moyenne annuelle observée sur la station météorologique de Météo-France la plus proche, « Chaumont_sapc », sur la commune de Chaumont-sur-Aire à 9 km à vol d'oiseau, est de 10,8 °C et le cumul annuel moyen de précipitations est de 850,0 mm. 
La température maximale relevée sur cette station est de 41,1 °C, atteinte le 25 juillet 2019 ; la température minimale est de −15,5 °C, atteinte le 20 décembre 2009,,. 
Les paramètres climatiques de la commune ont été estimés pour le milieu du siècle (2041-2070) selon différents scénarios d'émission de gaz à effet de serre à partir des nouvelles projections climatiques de référence DRIAS-2020. Ils sont consultables sur un site dédié publié par Météo-France en novembre 2022.

## Urbanisme

### Typologie
Au 1er janvier 2024, Érize-la-Brûlée est catégorisée commune rurale à habitat dispersé, selon la nouvelle grille communale de densité à sept niveaux définie par l'Insee en 2022.
Elle est située hors unité urbaine. Par ailleurs la commune fait partie de l'aire d'attraction de Bar-le-Duc, dont elle est une commune de la couronne,. Cette aire, qui regroupe 86 communes, est catégorisée dans les aires de 50 000 à moins de 200 000 habitants,.

### Occupation des sols
L'occupation des sols de la commune, telle qu'elle ressort de la base de données européenne d’occupation biophysique des sols Corine Land Cover (CLC), est marquée par l'importance des territoires agricoles (90,5 % en 2018), une proportion identique à celle de 1990 (90,5 %). La répartition détaillée en 2018 est la suivante : 
terres arables (75,6 %), prairies (14,9 %), forêts (7,2 %), zones urbanisées (2,3 %). L'évolution de l’occupation des sols de la commune et de ses infrastructures peut être observée sur les différentes représentations cartographiques du territoire : la carte de Cassini (XVIIIe siècle), la carte d'état-major (1820-1866) et les cartes ou photos aériennes de l'IGN pour la période actuelle (1950 à aujourd'hui).

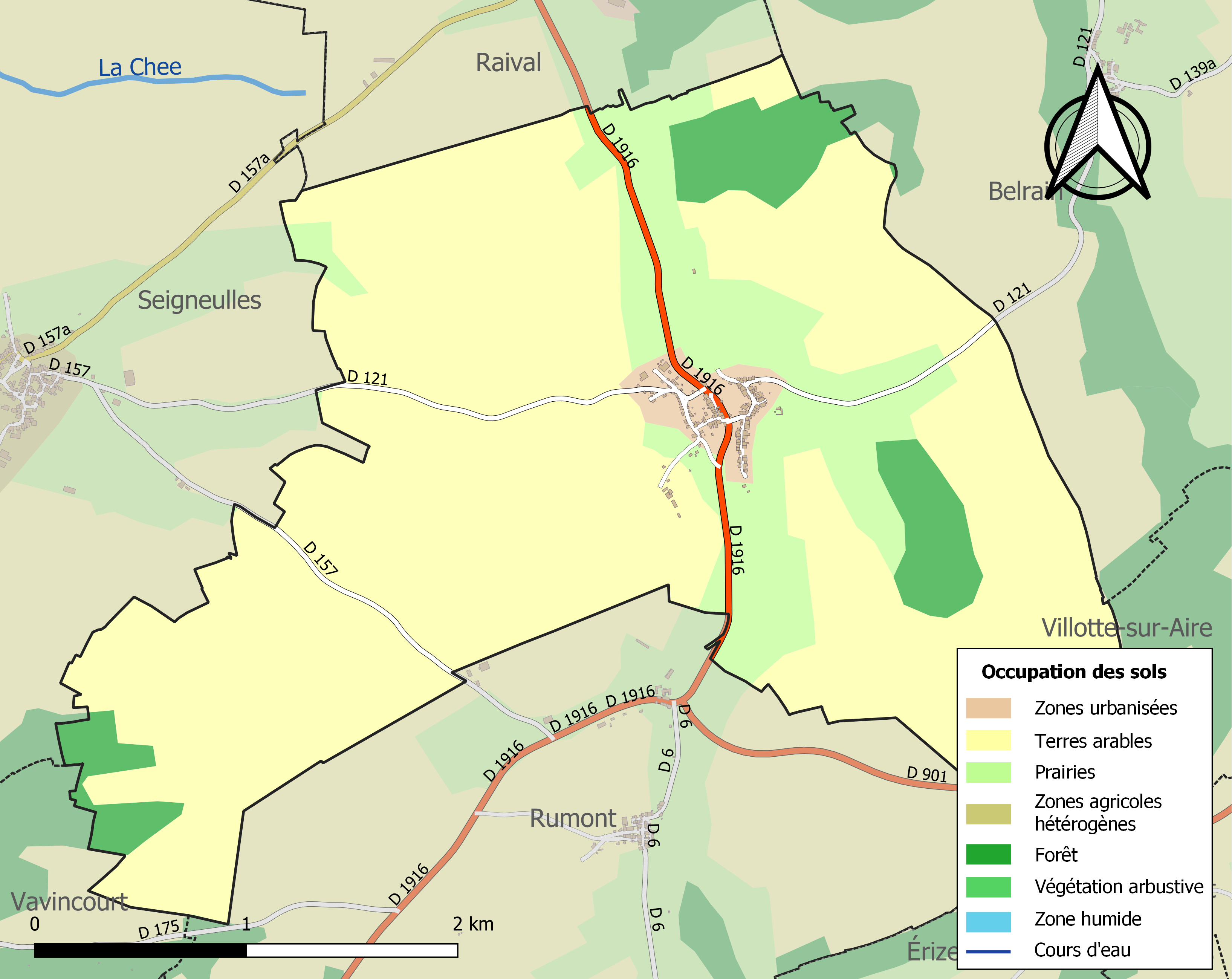
Carte des infrastructures et de l'occupation des sols de la commune en 2018 (CLC).

### Voies de communications et transports

#### Voies routières
- D1916 vers Bar-le-Duc[16]

#### Transports en commun
- Fluo Grand Est.

#### Lignes SNCF
- Gare de Bar-le-Duc,
- Gare de Meuse TGV,
- Gare de Nançois - Tronville,
- Gare de Revigny,
- Gare de Commercy.

#### Transports aériens
- L'Aéroport d'Épinal-Mirecourt « Vosges Aéroport ».

À partir de l'été 2021, l’aéroport d’Épinal-Mirecourt est devenu le "pélicandrome" de la Zone Est et servira ainsi de base de ravitaillement et d’intervention pour les avions bombardiers d’eau connus sous le nom de Dash 8.
- Aéroport de Nancy-Essey.
- Aéroport de Metz-Nancy-Lorraine.

## Toponymie
Le nom de la localité est attesté sous les formes Erisia (Xe siècle) ; Érise-la-Bruleir (1284) ; Herisia-combusta (1402) ; Érize-la-Bruslée (1437) ; Erisia-cremata, Érise-la-Brûlée (1711) ; Erizia ou Ericia-cremata (1756).

Erize-la-Brûléïe en patois.
Forme ancienne Erisia, qui a pour origine la base hydronymique de la rivière qui la traverse *ar. Erisia, de *ar suivi du suffixe -itia.

## Histoire
Érize est une ancienne seigneurie qui appartenait à la fin du XIVe siècle à la famille de Serocourt,.
L’église fut construite entre le XIIIe siècle et le XIVe siècle. Elle est dédiée à Saint-Mansuy, premier évêque connu de Toul.

## Politique et administration
| Période                                  | Période   | Identité                                         | Étiquette | Qualité |
| ---------------------------------------- | --------- | ------------------------------------------------ | --------- | ------- |
| Les données manquantes sont à compléter. |           |                                                  |           |         |
| mars 2001                                | mars 2014 | Charles Purson                                   |           |         |
| mars 2014                                | En cours  | Jean-Louis Adrian Réélu pour le mandat 2020-2026 |           |         |

### Budget et fiscalité 2023

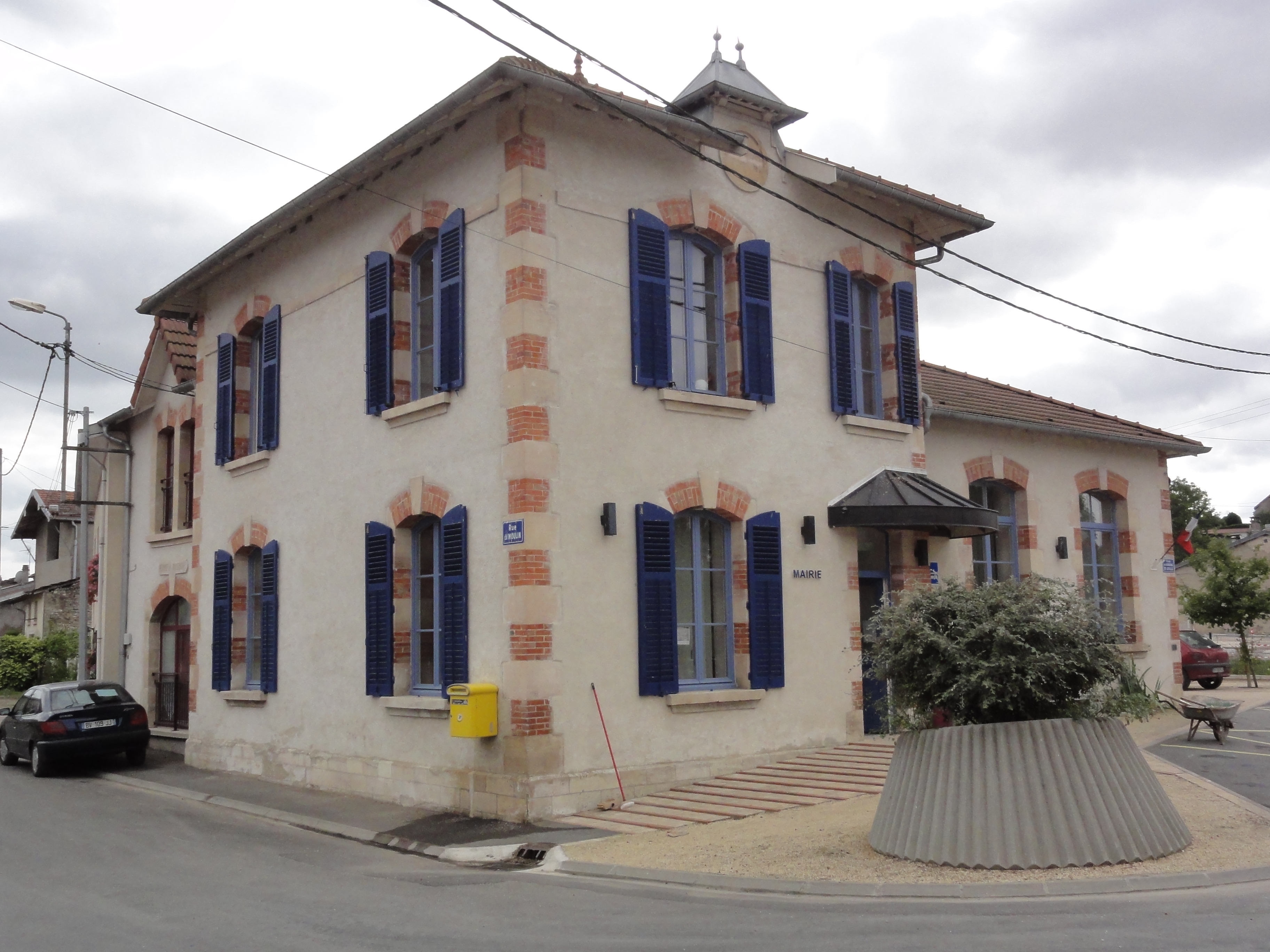
La mairie.

En 2023, le budget de la commune était constitué ainsi :
- total des produits de fonctionnement : 142 000 €, soit 754 € par habitant ;
- total des charges de fonctionnement : 78 000 €, soit 417 € par habitant ;
- total des ressources d'investissement : 420 000 €, soit 2 233 € par habitant ;
- total des emplois d'investissement : 273 000 €, soit 1 453 € par habitant ;
- endettement : 425 000 €, soit 2 261 € par habitant.

Avec les taux de fiscalité suivants :
- taxe d'habitation : 11,70 % ;
- taxe foncière sur les propriétés bâties : 34,82 % ;
- taxe foncière sur les propriétés non bâties : 17,99 % ;
- taxe additionnelle à la taxe foncière sur les propriétés non bâties : 43,61 % ;
- cotisation foncière des entreprises : 9,61 %.

Chiffres clés Revenus et pauvreté des ménages en 2021 : médiane en 2021 du revenu disponible, par unité de consommation : 25 130 €.

## Économie

### Entreprises et commerces

#### Commerces
- Commerces et services de proximité[26].

## Population et société

### Démographie

#### Évolution démographique
L'évolution du nombre d'habitants est connue à travers les recensements de la population effectués dans la commune depuis 1793. Pour les communes de moins de 10 000 habitants, une enquête de recensement portant sur toute la population est réalisée tous les cinq ans, les populations de référence des années intermédiaires étant quant à elles estimées par interpolation ou extrapolation. Pour la commune, le premier recensement exhaustif entrant dans le cadre du nouveau dispositif a été réalisé en 2006.

En 2022, la commune comptait 174 habitants, en évolution de −7,94 % par rapport à 2016 (Meuse : −4,4 %, France hors Mayotte : +2,11 %).
| 1793 | 1800 | 1806 | 1821 | 1831 | 1836 | 1841 | 1846 | 1851 |
| ---- | ---- | ---- | ---- | ---- | ---- | ---- | ---- | ---- |
| 333  | 325  | 333  | 377  | 382  | 372  | 336  | 340  | 325  |

| 1856 | 1861 | 1866 | 1872 | 1876 | 1881 | 1886 | 1891 | 1896 |
| ---- | ---- | ---- | ---- | ---- | ---- | ---- | ---- | ---- |
| 301  | 277  | 253  | 224  | 217  | 226  | 223  | 213  | 194  |

| 1901 | 1906 | 1911 | 1921 | 1926 | 1931 | 1936 | 1946 | 1954 |
| ---- | ---- | ---- | ---- | ---- | ---- | ---- | ---- | ---- |
| 192  | 182  | 180  | 178  | 149  | 140  | 136  | 131  | 142  |

| 1962 | 1968 | 1975 | 1982 | 1990 | 1999 | 2006 | 2011 | 2016 |
| ---- | ---- | ---- | ---- | ---- | ---- | ---- | ---- | ---- |
| 127  | 113  | 153  | 185  | 187  | 193  | 184  | 173  | 189  |

| 2021 | 2022 | - | - | - | - | - | - | - |
| ---- | ---- | - | - | - | - | - | - | - |
| 179  | 174  | - | - | - | - | - | - | - |

### Enseignement
Établissements d'enseignements :
- Écoles maternelles et primaires à Vavincourt, Pierrefitte-sur-Aire, Naives-Rosières, Les Hauts-de-Chée, Resson.
- Collèges à Bar-le-Duc, Vaubecourt.
- Lycées à Bar-le-Duc.

### Santé
Professionnels et établissements de santé :
- Médecins à Pierrefitte-sur-Aire, Bar-le-Duc, Longeville-en-Barrois, Tronville-en-Barrois, Les Paroches, Sampigny, Souilly, Ligny-en-Barrois.
- Pharmacies à Pierrefitte-sur-Aire, Bar-le-Duc, Longeville-en-Barrois, Tronville-en-Barrois, Souilly, Ligny-en-Barrois.
- Hôpitaux à Bar-le-Duc, Saint-Mihiel,Commercy, Saint-Dizier, Wassy, Joinville, Toul.

### Cultes
- Culte catholique, Paroisse Saint Jacques de l'Aire[33], Diocèse de Verdun.

## Culture locale et patrimoine

### Lieux et monuments

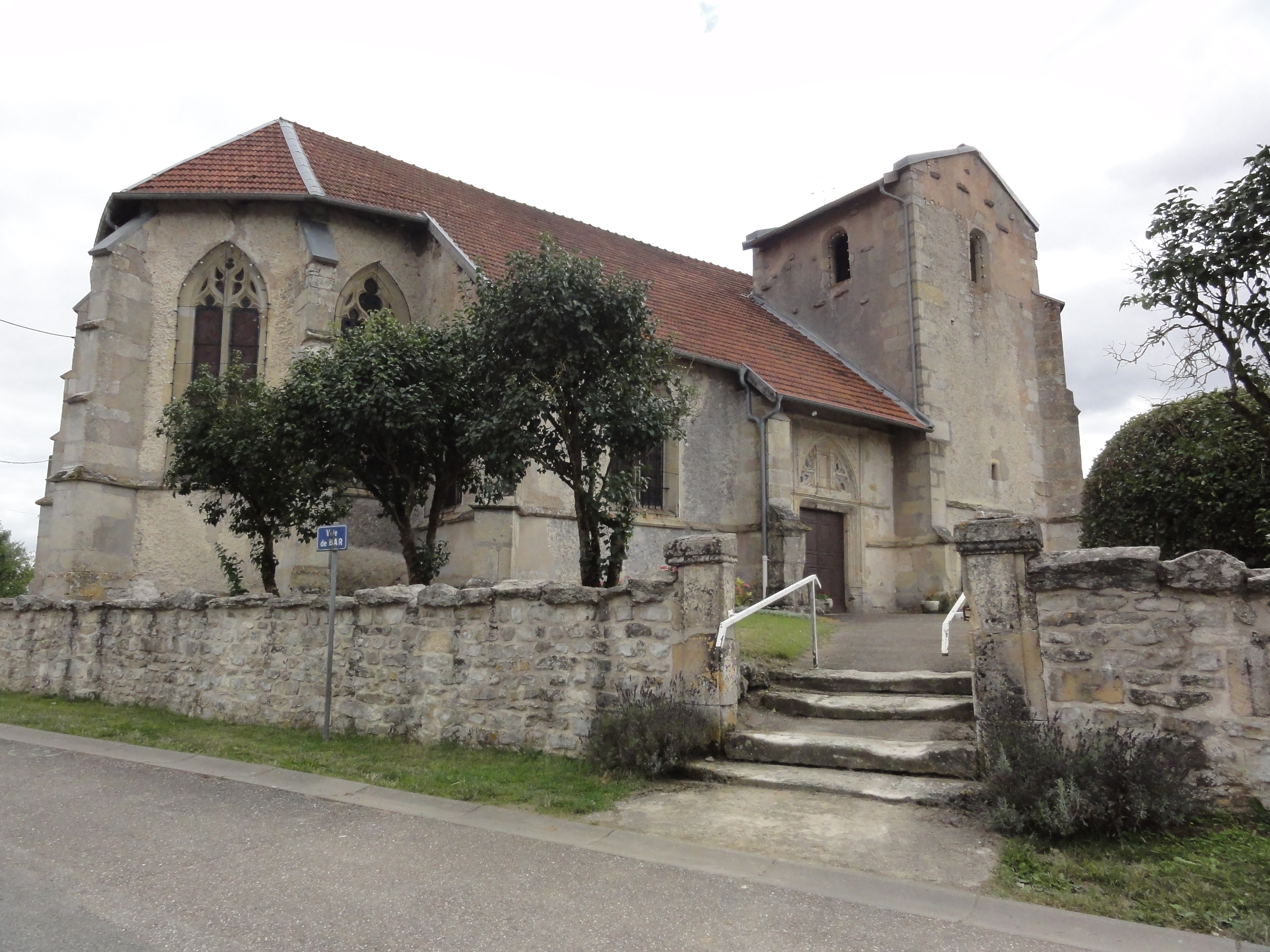
Église Saint-Mansuy.
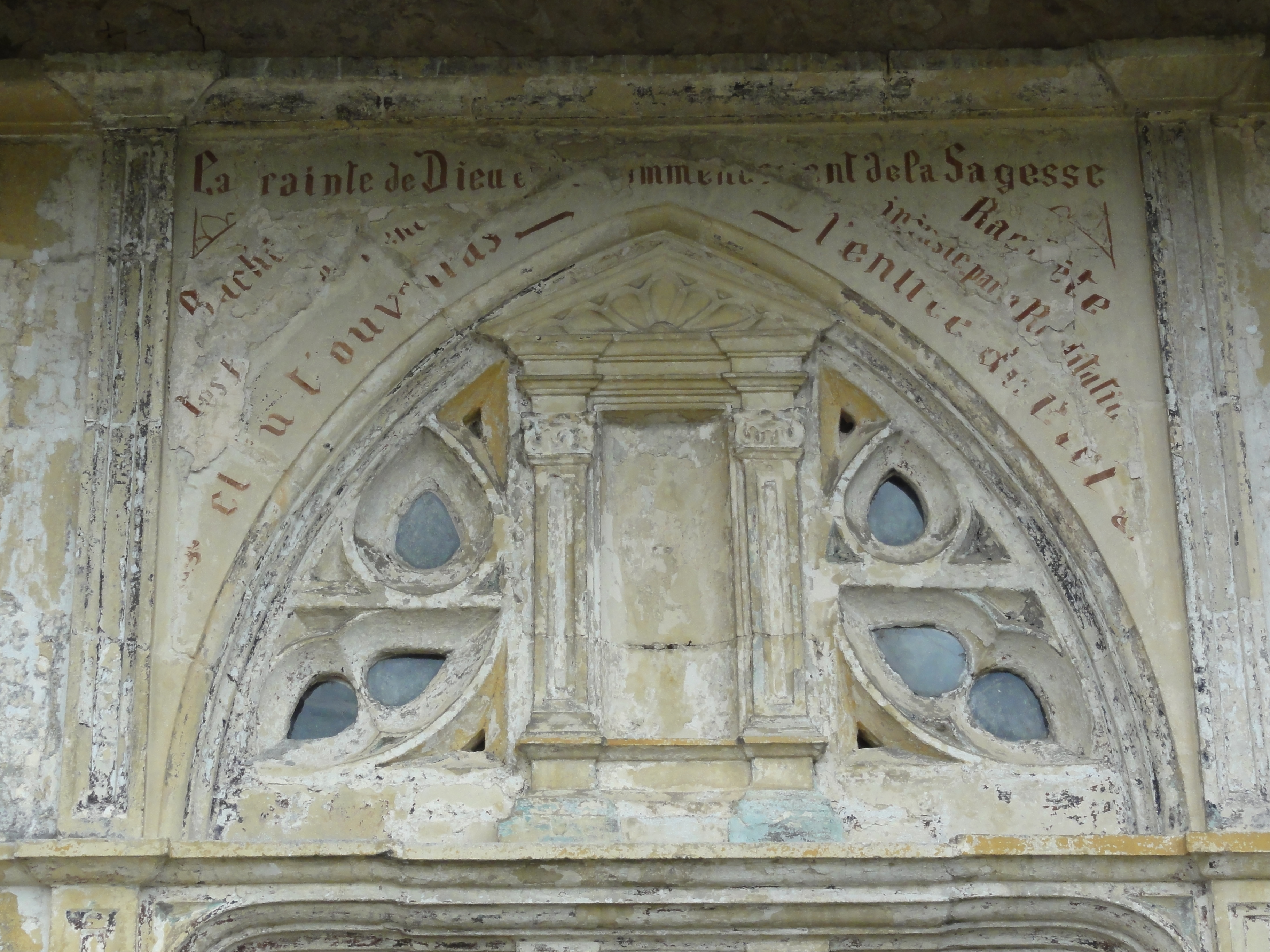
Portail de l'église.
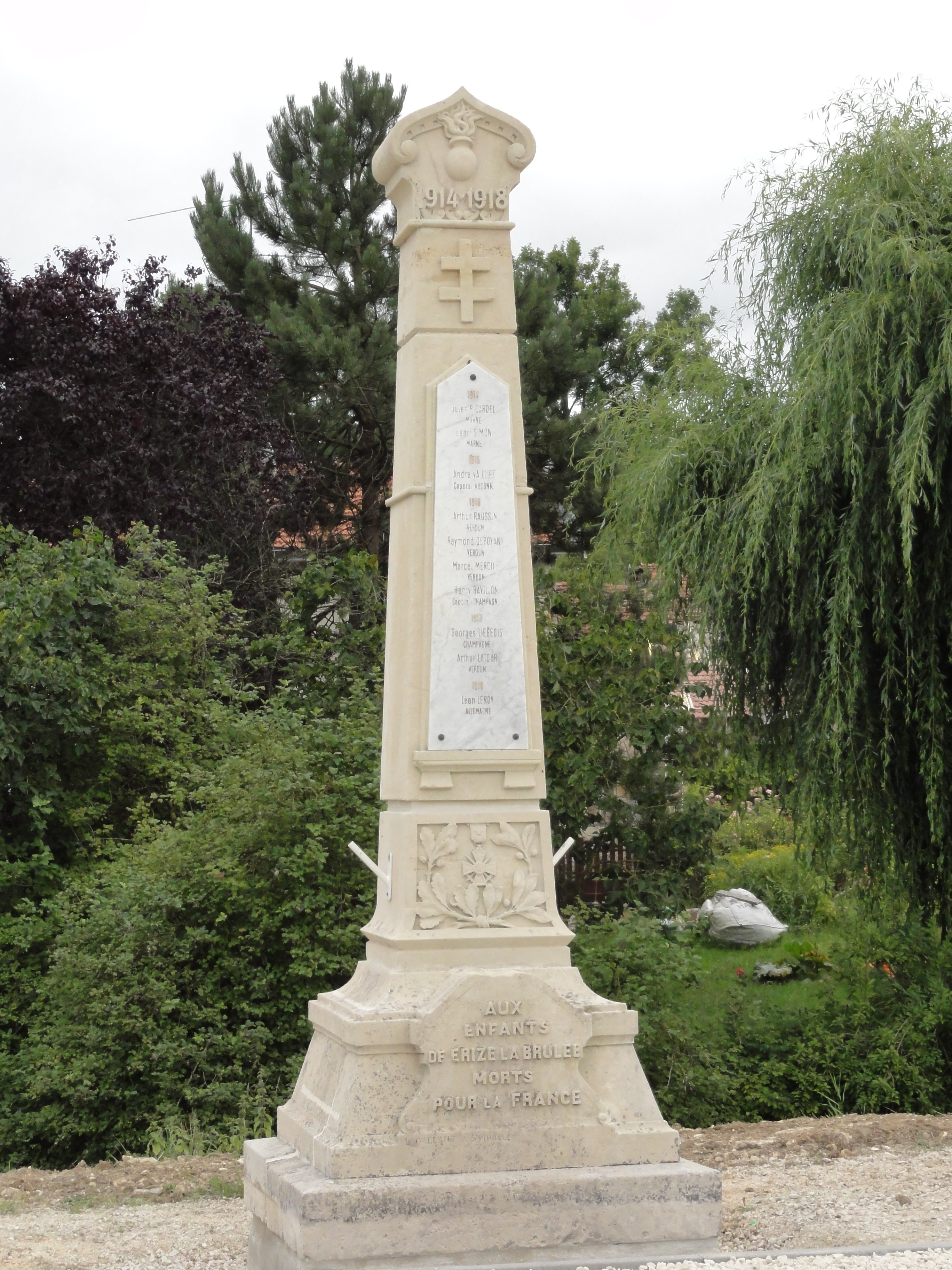
Monument aux morts.
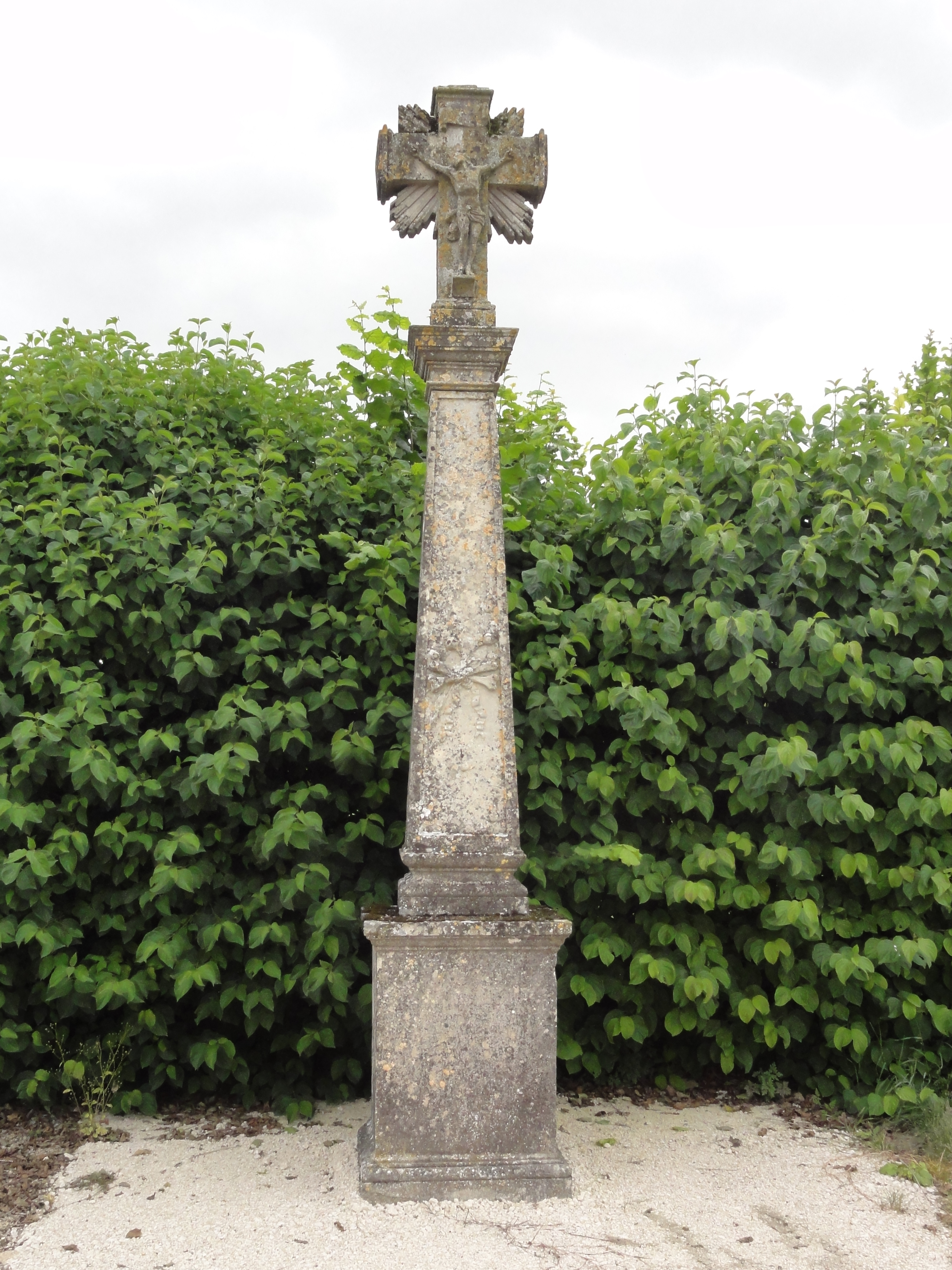
Croix de cimetière.

- Église Saint-Mansuy[34],[35].

Patrimoine mobilier :
* Verrière (fragment) Saint Michel et Satan,
* Statue Vierge à l'Enfant,
* Piscine baptismale,
* Armoire eucharistique
* Deux statues : Saint-Mansuy et Saint-Nicolas.
- Monument aux morts[42],[43],[44],[45].

1916 - 2006 : La voie sacrée. Un parcours de mémoire.
- Croix de cimetière.
- Pont « Nathalie Curti » sur la rivière l’Ezrule[47].

### Personnalités liées à la commune
- René Picardel, ancien maire de Chantraine, est né à Érize-la-Brûlée[48].
- Médaillés de Sainte-Hélène[49].

### Héraldique
| Blason de Érize-la-Brûlée | Blason  | Parti : au 1er d'or à la bande d'azur chargée de trois alérions d'argent, au 2e coupé au I d'argent à trois losanges de sable, au II d'azur au bûcher de gueules enflammé d'or. |
| Blason de Érize-la-Brûlée | Détails | Création Jean-François Binon. Adopté en août 2013. |